# Nicolao Dumitru
Pentru alte persoane cu numele de Nicolae Dumitru vedeți Nicolae Dumitru (dezambiguizare).
Nicolao Manuel Dumitru Cardoso (n. 12 octombrie 1991, Nacka, Comitatul Stockholm, Suedia) este un fotbalist italian și român liber de contract, care joacă pe post de mijlocaș lateral. Pe plan internațional, are prezențe la națională pentru Italia U19⁠(d), Italia U20⁠(d) și Italia U21⁠(d).

## Cariera de club
Dumitru și-a început cariera la Empoli într-un meci din Serie B. A mai jucat încă o partidă la acest nivel în următorul sezon, la același nivel.
Pe data de 31 august 2010 a semnat cu SSC Napoli la doar 18 ani și 11 luni, nereușind însă se integreze în primul 11, având doar 9 apariții și niciun gol. A jucat de asemenea câteva jocuri și pentru echipa a doua a lui Napoli.
Pe data de 20 iulie 2011 a fost împrumutat pentru un sezon la clubul care l-a lansat, FC Empoli, marcând la debut după 5 săptămâni de la semnarea contractului, împotriva echipei a doua a lui Juventus Torino.
Pe data de 23 iulie 2012, el a fost împrumutat la echipa Ternana, până în 31 ianuarie 2013. În aceeași zi a semnat încă un împrumut, de data aceasta cu AS Cittadella. Pentru sezonul 2013–14 el a fost împrumutat la echipa Reggina.
În iarna lui 2022, a semnat cu UTA Arad, unde a avut 3 goluri și un assist în 13 apariții, rămânând liber de contract în vară.

## Cariera internațională
Cu Italia U-19 a făcut parte în 2010 din lotul pentru CE U-19 al Italiei.

## Viața personală
Dumitru s-a născut în Nacka, Suedia, dintr-un tată român (care a obținut cetățenia italiană mai târziu) și dintr-o mamă afro-braziliancă, stabilindu-se ulterior în Empoli, Tuscania în 1998 cu părinții săi.
Are dreptul de a evolua pentru patru naționale de fotbal: echipa națională de fotbal a Suediei, echipa națională de fotbal a României, echipa națională de fotbal a Braziliei și echipa națională de fotbal a Italiei, unde a evoluat la nivelurile de tineret.